# Jadefieber
Jadefieber (Originaltitel: Jade Fever, deutscher Verweistitel auch Jadefieber – Auf der Jagd nach dem grünen Gold) ist eine kanadische Dokumentar-Fernsehserie, die von 2015 bis 2021 ausgestrahlt wurde.
Die Serie folgt der Familie Bunce, die im kanadischen British Columbia mehrere Jadeclaims betreibt.

## Inhalt
Im Bereich der Cassiar Mountains und des Turnagain River befinden sich große Jadevorkommen. Dort betreibt die Familie Bunce mehrere Claims. Um die zum Teil teuren Ausgrabungen zu finanzieren, greifen die Bunces immer wieder auf Finanziers zurück, die zumeist aus China stammen. Ihr chinesischer Geschäftspartner Alan Qiao unterstützt die Familie beim Absatz der Jade auf dem wichtigen asiatischen Markt.

## Hintergrund
Bei den gezeigten Personen handelt es sich vor allem um die Familie Bunce, bestehend aus Claudia, ihrem Ehemann Robin und den Söhnen Josh und Justin. Dazu kommen unterschiedliche Mitarbeiter und Geschäftspartner.
Die Tahltan, eine der First Nations, forderten im Jahr 2020 die Einstellung des Minenbetriebs, da dieser von ihnen nicht genehmigt worden sei. Die Provinz British Columbia erließ im Mai 2021 eine Anordnung, dass in der Region zwei Jahre lang keine Abbaugenehmigungen für Jade mehr erteilt werden dürfen.

## Episoden
Die Serie umfasst 92 Folgen in 7 Staffeln. Die Erstausstrahlung erfolgte ab dem 31. März 2015 beim kanadischen Ableger des Discovery Channels. Im deutschsprachigen Raum wurde die erste Staffel ab dem 8. Mai 2016 beim Sender ProSieben Maxx ausgestrahlt.
Staffel 1
| Nr. (ges.) | Nr. (St.) | Deutscher Titel        | Originaltitel                  | Erstausstrahlung CAN | Deutschsprachige Erstausstrahlung (D) |
| ---------- | --------- | ---------------------- | ------------------------------ | -------------------- | ------------------------------------- |
| 1          | 1         | Familienbande          | Jade Fever                     | 31. März 2015        | 8. Mai 2016                           |
| 2          | 2         | Am seidenen Faden      | Got A Rope                     | 31. März 2015        | 8. Mai 2016                           |
| 3          | 3         | Der lange Marsch       | The Long March                 | 7. Apr. 2015         | 8. Mai 2016                           |
| 4          | 4         | Ein gefährlicher Weg   | Slippery Slope                 | 7. Apr. 2015         | 8. Mai 2016                           |
| 5          | 5         | Wer suchet, der findet | Hide And Seek                  | 14. Apr. 2015        | 8. Mai 2016                           |
| 6          | 6         | Der Jadefluch          | No Jade Until Blood Is Spilled | 14. Apr. 2015        | 8. Mai 2016                           |
| 7          | 7         | Feng Shui              | The Curse of the Jade          | 21. Apr. 2015        | 8. Mai 2016                           |
| 8          | 8         | Jähes Erwachen         | Rude Awakening                 | 21. Apr. 2015        | 8. Mai 2016                           |
| 9          | 9         | Überraschender Besuch  | Company’s Coming               | 28. Apr. 2015        | 8. Mai 2016                           |
| 10         | 10        | Grenzüberschreitungen  | Out of Bounds                  | 28. Apr. 2015        | 8. Mai 2016                           |
| 11         | 11        | Bis zur letzten Minute | Down to the Wire               | 5. Mai 2015          | 8. Mai 2016                           |
| 12         | 12        | Grün ist die Hoffnung  | It’s Not Easy Finding Green    | 5. Mai 2015          | 8. Mai 2016                           |

Staffel 2
| Nr. (ges.) | Nr. (St.) | Deutscher Titel           | Originaltitel          | Erstausstrahlung CAN | Deutschsprachige Erstausstrahlung (D) |
| ---------- | --------- | ------------------------- | ---------------------- | -------------------- | ------------------------------------- |
| 13         | 1         | Mühsamer Start in den Tag | Mountains to Climb     | 23. Feb. 2016        | 17. Apr. 2017                         |
| 14         | 2         | Nichts für Angsthasen     | Out in the Cold        | 23. Feb. 2016        | 17. Apr. 2017                         |
| 15         | 3         | Wo ist Josh?              | 500 Bolts              | 1. März 2016         | 17. Apr. 2017                         |
| 16         | 4         | Wunsch und Wirklichkeit   | Loaded                 | 1. März 2016         | 17. Apr. 2017                         |
| 17         | 5         | Ein paar Gramm Hoffnung   | An Ounce of Hope       | 8. März 2016         | 17. Apr. 2017                         |
| 18         | 6         | Der Fluch der Jade        | May Jay!               | 8. März 2016         | 17. Apr. 2017                         |
| 19         | 7         | Nichts geht mehr          | Walk Hard              | 15. März 2016        | 17. Apr. 2017                         |
| 20         | 8         | Grünes Glück              | Big Chunk of Green     | 15. März 2016        | 17. Apr. 2017                         |
| 21         | 9         | Schlammiges Spielchen     | Sink, Sank, Sunk       | 22. März 2016        | 17. Sep. 2017                         |
| 22         | 10        | Zurecht gestutzt          | Romancing the Stone    | 22. März 2016        | 17. Sep. 2017                         |
| 23         | 11        | Der Jadeflüsterer         | The Jade Whisperer     | 19. Apr. 2016        | 17. Sep. 2017                         |
| 24         | 12        | Der mysteriöse Stein      | Mystery Rock           | 19. Apr. 2016        | 17. Sep. 2017                         |
| 25         | 13        | Alarmstufe Braun          | Code Brown             | 26. Apr. 2016        | 17. Sep. 2017                         |
| 26         | 14        | Ein ganz großer Brocken   | The Big One            | 26. Apr. 2016        | 17. Sep. 2017                         |
| 27         | 15        | Das Monster-Ding          | Jaded                  | 3. Mai 2016          | 17. Sep. 2017                         |
| 28         | 16        | Von Wolverine nach Peking | Escape frome Wolverine | 3. Mai 2016          | 17. Sep. 2017                         |

Staffel 3
| Nr. (ges.) | Nr. (St.) | Deutscher Titel             | Originaltitel            | Erstausstrahlung CAN | Deutschsprachige Erstausstrahlung (D) |
| ---------- | --------- | --------------------------- | ------------------------ | -------------------- | ------------------------------------- |
| 29         | 1         | Neuland                     | Hard Climb               | 7. März 2017         | 17. Sep. 2017                         |
| 30         | 2         | Claudias Albtraum           | Breakdowns and Meltdowns | 7. März 2017         | 17. Sep. 2017                         |
| 31         | 3         | Ein holpriger Start         | Digging In               | 14. März 2017        | 17. Sep. 2017                         |
| 32         | 4         | Blut und Jade               | Cutting Crew             | 14. März 2017        | 17. Sep. 2017                         |
| 33         | 5         | Die Jagd nach neuen Claims  | High Stakes Claim        | 21. März 2017        | 17. Sep. 2017                         |
| 34         | 6         | Der grüne Gigant            | Eyes on the Prize        | 21. März 2017        | 17. Sep. 2017                         |
| 35         | 7         | Auf verlorenem Posten       | Shut Out                 | 28. März 2017        | 17. Sep. 2017                         |
| 36         | 8         | Italienische Wundertüte     | Start It Up              | 28. März 2017        | 17. Sep. 2017                         |
| 37         | 9         | Schwerstarbeit und Badespaß | Slabs Of Jade            | 4. Apr. 2017         | 17. Sep. 2017                         |
| 38         | 10        | Mit allen Tricks            | Night Moves              | 4. Apr. 2017         | 17. Sep. 2017                         |
| 39         | 11        | Nachts ist alle Jade Grau   | The Big Fin              | 11. Apr. 2017        | 17. Sep. 2017                         |
| 40         | 12        | Der Winter kommt            | The Bunce Dynasty        | 11. Apr. 2017        | 17. Sep. 2017                         |

Staffel 4
| Nr. (ges.) | Nr. (St.) | Deutscher Titel                 | Originaltitel          | Erstausstrahlung CAN | Deutschsprachige Erstausstrahlung (D) |
| ---------- | --------- | ------------------------------- | ---------------------- | -------------------- | ------------------------------------- |
| 41         | 1         | Direkt ins kalte Wasser         | Head Start             | 13. März 2018        | 13. Dez. 2018                         |
| 42         | 2         | Die Riesenlinse                 | Hard Core              | 13. März 2018        | 13. Dez. 2018                         |
| 43         | 3         | Die Spitze des Eisbergs         | Tip Of The Iceberg     | 20. März 2018        | 13. Dez. 2018                         |
| 44         | 4         | Rettungsaktion in der Wildnis   | You’re My Boy Blue     | 20. März 2018        | 13. Dez. 2018                         |
| 45         | 5         | Kampf ums Wasser                | Uphill Battle          | 27. März 2018        | 13. Dez. 2018                         |
| 46         | 6         | Pleitenn, Pech und Freudentänze | All Slice, No Dice     | 27. März 2018        | 13. Dez. 2018                         |
| 47         | 7         | Glatt durchgefallen             | Failing Grade          | 3. Apr. 2018         | 20. Dez. 2018                         |
| 48         | 8         | Die Jade-Schlammschlacht        | Slipping Away          | 3. Apr. 2018         | 20. Dez. 2018                         |
| 49         | 9         | Letzte Hoffnung: „Two Mile“     | Moving Day             | 10. Apr. 2018        | 20. Dez. 2018                         |
| 50         | 10        | Fix und Fertig                  | Battered And Bruised   | 10. Apr. 2018        | 20. Dez. 2018                         |
| 51         | 11        | Der Fluch von Wolverine         | The Curse Of Wolverine | 17. Apr. 2018        | 20. Dez. 2018                         |
| 52         | 12        | Es stinkt zum Himmel            | Shower Day             | 17. Apr. 2018        | 20. Dez. 2018                         |
| 53         | 13        | Endlich Jade                    | We Found Jade          | 24. Apr. 2018        | 20. Dez. 2018                         |
| 54         | 14        | Nicht verkäuflich!              | Medio-Core             | 24. Apr. 2018        | 20. Dez. 2018                         |

Staffel 5
| Nr. (ges.) | Nr. (St.) | Deutscher Titel                  | Originaltitel              | Erstausstrahlung CAN | Deutschsprachige Erstausstrahlung (D) |
| ---------- | --------- | -------------------------------- | -------------------------- | -------------------- | ------------------------------------- |
| 55         | 1         | Ein Höllentrip nach Two Mile     | The Long and Grinding Road | 8. Apr. 2019         | 1. Nov. 2019                          |
| 56         | 2         | Joshs goldene Nase               | Nose for Jade              | 8. Apr. 2019         | 1. Nov. 2019                          |
| 57         | 3         | Das Drama mit den Schlafbaracken | Bunkhouse Blues            | 15. Apr. 2019        | 1. Nov. 2019                          |
| 58         | 4         | Die liebe Familie                | Stuck in the Middle        | 15. Apr. 2019        | 1. Nov. 2019                          |
| 59         | 5         | Die Wonnenwendfeier              | It’s My Party              | 22. Apr. 2019        | 1. Nov. 2019                          |
| 60         | 6         | WEr ist der Boss?                | Who’s the Boss?            | 22. Apr. 2019        | 1. Nov. 2019                          |
| 61         | 7         | Bis auf den letzten Tropfen      | Running On Empty           | 29. Apr. 2019        | 1. Nov. 2019                          |
| 62         | 8         | Ein Schatz im Berg               | Ridge to Riches            | 29. Apr. 2019        | 1. Nov. 2019                          |
| 63         | 9         | Joshs Bewährungsprobe            | Bunkhouse Or Bust          | 6. Mai 2019          | 1. Nov. 2019                          |
| 64         | 10        | British Columbia brennt          | Playing with Fire          | 6. Mai 2019          | 1. Nov. 2019                          |
| 65         | 11        | Endlich der Jackpot?             | Risky Business             | 13. Mai 2019         | 1. Nov. 2019                          |
| 66         | 12        | Auf Messers Schneide             | No Country for Cold Men    | 13. Mai 2019         | 1. Nov. 2019                          |
| 67         | 13        | Die Hoffnung stirbt zuletzt      | Snow Job                   | 20. Mai 2019         | 1. Nov. 2019                          |
| 68         | 14        | Endspurt                         | Pushing the Limits         | 20. Mai 2019         | 1. Nov. 2019                          |

Staffel 6
| Nr. (ges.) | Nr. (St.) | Deutscher Titel                    | Originaltitel                    | Erstausstrahlung CAN | Deutschsprachige Erstausstrahlung (D) |
| ---------- | --------- | ---------------------------------- | -------------------------------- | -------------------- | ------------------------------------- |
| 69         | 1         | Zurück in Two Mile                 | The Big Deal                     | 23. März 2020        | 15. Aug. 2021                         |
| 70         | 2         | Ein Start mit Hindernissen         | The Last Laugh                   | 23. März 2020        | 15. Aug. 2021                         |
| 71         | 3         | Familienangelegenheiten            | Down to the Wire                 | 30. März 2020        | 22. Aug. 2021                         |
| 72         | 4         | Josh muss es richten               | Trans Mission                    | 30. März 2020        | 22. Aug. 2021                         |
| 73         | 5         | Bremsprobleme                      | Bad Brakes                       | 6. Apr. 2020         | 29. Aug. 2021                         |
| 74         | 6         | Großvaters Erbe                    | Right Under Our Nose             | 6. Apr. 2020         | 29. Aug. 2021                         |
| 75         | 7         | Besuch aus Vietnam                 | Deal Breaker                     | 13. Apr. 2020        | 5. Sep. 2021                          |
| 76         | 8         | Ein steiniger Weg zum Erfolg       | Deal or No Deal?                 | 13. Apr. 2020        | 5. Sep. 2021                          |
| 77         | 9         | Gewichtsprobleme                   | Heavy Lifting                    | 20. Apr. 2020        | 12. Sep. 2021                         |
| 78         | 10        | Was schief gehen kann, geht schief | Panic Mode                       | 20. Apr. 2020        | 12. Sep. 2021                         |
| 79         | 11        | Schlechte Prognosen                | Diggin Deep                      | 27. Apr. 2020        | 19. Sep. 2021                         |
| 80         | 12        | Verfrühter Wintereinbruch          | Christmas in August              | 27. Apr. 2020        | 19. Sep. 2021                         |
| 81         | 13        | Das Gesetz der Serie               | Between a Truck and a Hard Place | 4. Mai 2020          | 26. Sep. 2021                         |
| 82         | 14        | -                                  | Mutiny on the Mountain           | 4. Mai 2020          | -                                     |

Staffel 7
| Nr. (ges.) | Nr. (St.) | Deutscher Titel                | Originaltitel               | Erstausstrahlung CAN | Deutschsprachige Erstausstrahlung (D) |
| ---------- | --------- | ------------------------------ | --------------------------- | -------------------- | ------------------------------------- |
| 83         | 1         | Keep on Trucking               | Keep On Truckin’            | 10. Mai 2021         | 10. Okt. 2022                         |
| 84         | 2         | Young Guy with a Semi          | Young Guy With Semi         | 17. Mai 2021         | 10. Okt. 2022                         |
| 85         | 3         | Von einem Problem zum nächsten | One Step Forward            | 24. Mai 2021         | 24. Okt. 2022                         |
| 86         | 4         | Tiefer Schlamm und echte Kerle | Of Mud and Men              | 31. Mai 2021         | 24. Okt. 2022                         |
| 87         | 5         | Six Pack des Grauens           | Six Pack O’ Trouble         | 7. Juni 2021         | 31. Okt. 2022                         |
| 88         | 6         | Hoher Besuch von Justin        | Fly By Wire                 | 14. Juni 2021        | 31. Okt. 2022                         |
| 89         | 7         | Tiefschnee im Hochsommer       | The Little Saw That Could’t | 21. Juni 2021        | 31. Okt. 2022                         |
| 90         | 8         | Go Deep                        | Go Deep                     | 28. Juni 2021        | 31. Okt. 2022                         |
| 91         | 9         | Wie der Vater, so der Sohn     | Fathers And Sons            | 5. Juli 2021         | 7. Nov. 2022                          |
| 92         | 10        | Der 300.000 Dollar-Deal        | All That Glitter is Jade    | 19. Juli 2021        | 7. Nov. 2022                          |